# Mount Albright
Mount Albright ist ein Berg, der das südliche Ende der Endurance-Kliffs in der Geologists Range im Transantarktischen Gebirge überragt.
Der United States Geological Survey kartierte ihn anhand von Vermessungen mittels Tellurometer und mithilfe von Luftaufnahmen der United States Navy zwischen 1960 und 1962. Das Advisory Committee on Antarctic Names benannte ihn nach dem US-amerikanischen Geologen John Carter Albright (* 1941), der im Rahmen des United States Antarctic Research Program von 1964 bis 1965 an einer Erforschung des Gebiets vom Südpol bis in das Königin-Maud-Land beteiligt war.